# Ancia
L'ancia è una sottile linguetta mobile la cui vibrazione fa suonare gli strumenti a fiato detti appunto ad ancia.
L'ancia costituisce l'elemento vibrante responsabile del suono negli strumenti che ne fanno uso (detti strumenti ad ancia). Variamente accoppiata ad un sistema di cavità risonanti e messa in vibrazione da un getto d'aria (quasi sempre direttamente soffiato dal musicista sull'ancia stessa) l'ancia pone in vibrazione tutto il sistema e vi instaura un sistema di onde stazionarie all'origine dell'emissione sonora.
A seconda del modo in cui sono vincolate, le ance si distinguono in ance battenti semplici, ance battenti doppie e ance libere.
L'ancia battente semplice (famiglia dei clarinetti e dei sassofoni) è costituita da una linguetta sottile, ancorata ad una finestra, aperta su un tubo, che contiene la colonna d'aria da mettere in vibrazione. La vibrazione è indotta dalla pressione e depressione provocata dal ripetuto battere della linguetta sulla finestra con occlusione o meno del passaggio dell'aria.
Le ance battenti doppie (famiglia degli oboi e dei fagotti) sono costruite contrapponendo due linguette sottili in modo che combacino perfettamente in chiusura per ottenere lo stesso meccanismo di vibrazione indotta dalla pressione e depressione provocata dal ripetuto battere tra loro delle due ance, che abbiamo visto per l'ancia battente semplice (clarinetto).
L'ancia libera è una sottile lamina imperniata ad una estremità ad un telaio e libera di vibrare oscillando entro il telaio, a differenza di quanto capita con le ance battenti. Esempi di strumenti ad ancia libera sono la fisarmonica, l'armonica a bocca e l'armonium che hanno ance libere in metallo.
Solitamente le ance sono ricavate da pezzetti di fusto di canna comune, Arundo donax, specie del genere Arundo. Altri strumenti utilizzano ance ricavate da corteccia di albero (oboi in corteccia arrotolata) e da frammenti di tubi di paglia particolarmente robusti. Modernamente, le ance sono a volte realizzate in plastica e in metallo.

Canna comune (Arundo donax)

## Ancia semplice

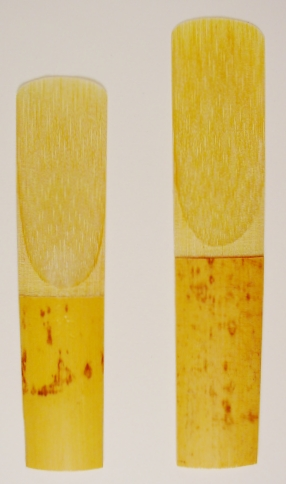
Ance per sassofono contralto e tenore

L'ancia semplice è costituita da una lamina sagomata, che viene montata su un supporto, detto bocchino, tramite una fascetta detta legatura.
Negli strumenti ad ancia semplice, il suonatore comprime l'ancia tra il labbro inferiore (che tiene ripiegato sull'arcata dentale per conferirgli rigidità) e la superficie piana del bocchino e soffia. Il getto d'aria così prodotto, oscillando dentro e fuori dal canale delimitato dalla superficie dell'ancia e dalla cavità del bocchino, pone in vibrazione l'ancia stessa che funge così da emettitore del suono.
Le ance semplici hanno una faccia piana, che viene impegnata contro il bocchino, mentre la faccia opposta, inizialmente arrotondata, si assottiglia progressivamente fino alla punta. La forma dell'ancia è rettangolare con un lato corto arrotondato la cui forma segue quella della punta del bocchino (vedi figura). Le ance hanno dimensioni variabili a seconda dello strumento per cui sono prodotte.
Esistono diversi gradi di "durezza" dell'ancia: i livelli più morbidi sono normalmente consigliati ai principianti, mentre i gradi di durezza superiore sono indicati per i musicisti più esperti. La durezza indica la rigidità dell'ancia, cioè la sua resistenza all'oscillazione: ance più dure richiedono, a parità di montaggio, una maggiore pressione per oscillare. I produttori indicano la durezza dell'ancia con un numero (variabile da 1 a 5 o da 1 a 120) oppure con una parola (soft, medium, medium soft): non esiste, però, accordo su questa convenzione per cui è praticamente impossibile confrontare ance di produttori diversi sulla sola base della loro denotazione. Per clarinetti e sassofoni le ance generalmente usate (tenuto conto delle variazioni dovute al produttore sopra ricordate) vanno dal numero 2 al 4.
Ancora all'inizio del secolo scorso i musicisti erano soliti fabbricare da soli le proprie ance, un processo laborioso e frustrante, che solo alcuni continuano a preferire all'acquisto delle ance industriali, oggi usate dalla maggioranza degli strumentisti. Più comune è invece la pratica di adattare le ance acquistate prima dell'uso, limandole o ritagliandole con speciali utensili.
La maggior parte delle ance semplici in uso sono ricavate dalla canna, anche se non mancano i proponenti di ance sintetiche o semisintetiche, che a fronte di una maggior durata, offrono però un suono che dai più è giudicato troppo aggressivo.
Il dizi, un flauto traverso cinese, monta un tipo singolare di ancia semplice (a di mo) fabbricata a partire da una membrana di bambù di consistenza cartacea (in realtà non è ancia, non produce suono, ma ne modifica il timbro).
Esempi di strumenti ad ancia semplice:
- Clarinetto
- Sassofono

## Ancia doppia

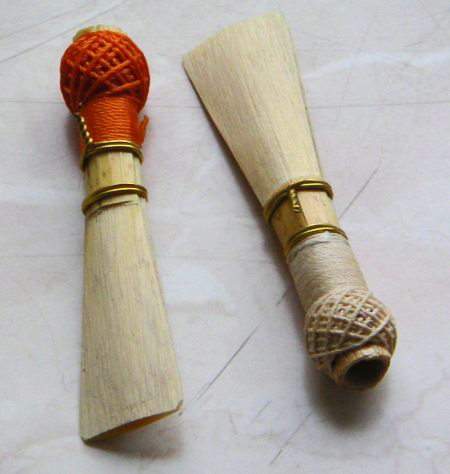
Ance doppie per fagotto

Un'ancia doppia è costituita da due lamelle sagomate, appoggiate una all'altra e innestate in un tubicino. Il principio di funzionamento è simile a quello dell'ancia semplice, ma, mancando il supporto offerto dal montaggio dell'ancia sul bocchino (come è il caso degli strumenti ad ancia semplice), lo strumentista deve fornire il centro di oscillazione per le lamelle stringendole simultaneamente tra le labbra, cosa che richiede una maggior tensione dei muscoli della bocca e rende corrispondentemente più difficile l'emissione del suono.
Esempi di strumenti ad ancia doppia:
- Oboe
- Corno inglese
- Fagotto
- Controfagotto
- Sarrusofono
- Zampogna
- Ciaramella

## Ancia idioglottide
Si parla di ancia idioglottide quando l'ancia dello strumento (in genere un tipo di clarinetto) viene ricavata direttamente dal tubo dell'aerofono. Ad esempio il clarinetto idioglottide a due fori, localmente denominato "Piva Piccola" per distinguerlo dal modello più grande (che presenta molti più fori da diteggiare) reperito dall'etnomusicologo Fabio Lombardi nelle colline del forlivese (ma esemplari simili si ritrovano anche in altre zone del Mediterraneo) è composto da un segmento di canna Arundo donax al quale viene tagliata una delle due occlusioni naturali (dette volgarmente tappi). In prossimità dell'altra occlusione viene praticata una incisione che scalfisce il cilindro di canna permettendo di sollevare una linguetta che viene opportunamente sagomata (e assottigliata) per ottenere l'ancia battente.
L'organo a bocca orientale presenta diverse canne di bambù stagionato che hanno ad una estremità delle ance idioglottidi libere ricavate, cioè direttamente dal tubo dell'aerofono.

## Fabbricazione e misura delle ance

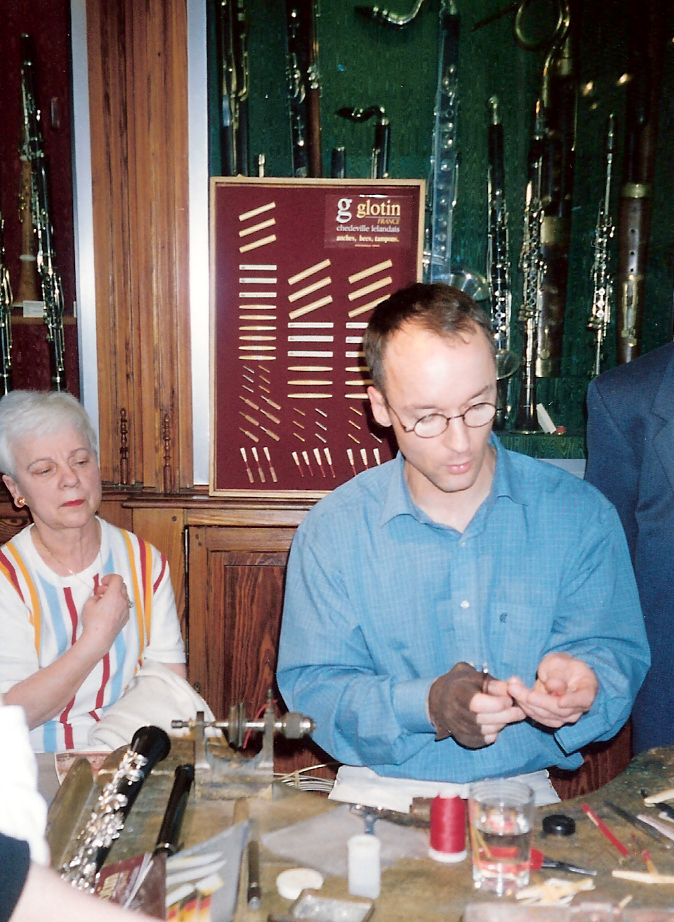
Dimostrazione di montaggio e raschiatura di ance, Museo degli strumenti a fiato di La Couture-Boussey

Uno dei parametri che distingue le ance di legno è la durezza (o forza), che è definita dal materiale usato e dal suo spessore.

## Alcuni strumenti ad ancia usati per la musica popolare
- Armonica a bocca (ance metalliche)
- Fisarmonica (ance metalliche)
- Ciaramella
- Cornamusa
- Launeddas (ancia semplice battente, una per ogni canna)
- Sa bena
- Piva
- Tarogato (ancia semplice e doppia)
- Zampogna
- Dulciana (simile al fagotto, ancia doppia)
- Piffero (ancia doppia in canna)
- Sassofono (ancia semplice)